# Pointe-du-Lac
Pour l’article homonyme, voir Pointe-du-Lac (homonymie).
Pointe-du-Lac est un des six secteurs de la Ville de Trois-Rivières. Avant le 1er janvier 2002, elle était une ville québécoise de 6 902 habitants. Lors des réorganisations municipales québécoises de 2002, elle a été fusionnée avec les municipalités de Sainte-Marthe-du-Cap, Cap-de-la-Madeleine, Saint-Louis-de-France, Trois-Rivières et Trois-Rivières-Ouest, pour former l'actuelle ville de Trois-Rivières.

## Géographie
Pointe-du-Lac est située sur la pointe sablonneuse située au nord-est du lac Saint-Pierre, à l'ouest de l'agglomération centre de Trois-Rivières.

## Urbanisme

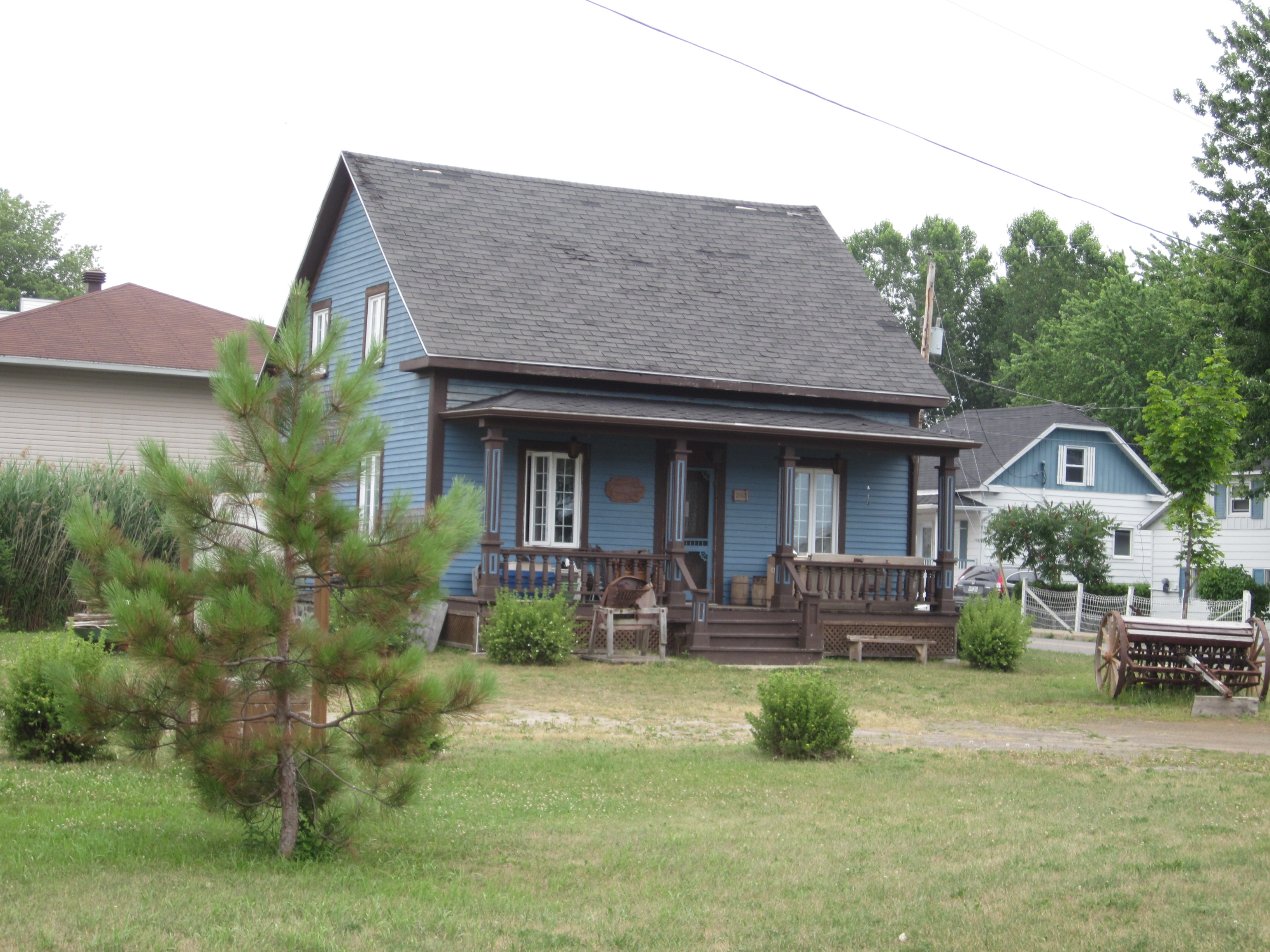
La maison Dufresne, l'une des maisons patrimoniales de Pointe-du-Lac.

Le moulin seigneurial de Tonnancour, construit à l'époque de la Nouvelle-France, est restauré dans les années 1970. La richesse des milieux naturels locaux, notamment les milieux humides en bordure du lac, est protégée à l'intérieur des limites du Refuge faunique de Pointe-du-Lac et de la Réserve écologique Marcel-Léger. La localité est desservie par l'autoroute Félix-Leclerc (A-40).

## Histoire
Les Abénaquis nomment le lieu Ôbômkôntek qui signifie « camp de la pointe de sable blanc ». Le toponyme descriptif de Pointe-du-Lac provient du site où la localité est construite. La première dénomination provient de la concession de la seigneurie en 1656 du gouverneur de Trois-Rivières, Pierre Boucher à son gendre Étienne Seigneuret et à Jean Sauvaget de la « terre de la Pointe du lac St-Pierre ». Le lieu a aussi porté le nom de Tonnancour et de village Sainte-Geneviève. Le moulin seigneurial est construit en 1721. La localité est fondée en 1738. L'église actuelle est construite en 1882.